# ليلي أسبيل
ليلي أسبيل (بالإنجليزية: Lilly Aspell)‏ هي ممثلة بريطانية وعارضة قفز الفروسية. ولدت يوم 23 أكتوبر 2007 في كيلمارنوك في إسكتلندا.

## روابط خارجية
- ليلي أسبيل على موقع IMDb (الإنجليزية)
- ليلي أسبيل على موقع قاعدة بيانات الفيلم (الإنجليزية)